# 가미시나촌
가미시나촌(일본어: 神科村)은 일본 나가노현 지사가타군에 설치되었던 촌이다. 현재의 우에다시에 해당한다.